# Districte d'Inharrime
El districte d'Inharrime és un districte de Moçambic, situat a la província d'Inhambane. Té una superfície 2.149 kilòmetres quadrats. En 2007 comptava amb una població de 97.471 habitants. Limita al nord amb els districtes de Jangamo, Homoíne i Panda, a l'est amb l'oceà Índic i al sud i oest amb el districte de Zavala.

## Divisió administrativa
El districte està dividit en dos postos administrativos (Mocumbi i Inharrime), compostos per les següents localitats:
- Posto Administrativo d'Inharrime:
  - Vila de Inharrime
  - Chacane
  - Dongane
- Posto Administrativo de Mocumbi:
  - Malamba
  - Nhepadiane